# Saint-Gobain (Francia)
Saint-Gobain è un comune francese di 2 396 abitanti situato nel dipartimento dell'Aisne della regione dell'Alta Francia.
Fu a Saint-Gobain che sorse nel 1665, per iniziativa del Ministro francese delle finanze di Luigi XIV Jean-Baptiste Colbert, la Manufacture des glaces de Saint-Gobain volta a far concorrenza alle vetrerie italiane di Murano, che a quei tempi dominavano il mercato europeo del vetro. Da questa manifattura sorse il noto gruppo industriale internazionale Saint Gobain.

## Storia

### Onorificenze
- Croix de guerre 1914-1918

## Società

### Evoluzione demografica
Abitanti censiti